# إنديانابوليس 500 سنة 1925
سباق إنديانا بوليس -500 ميل 1925 أقيم في حلبة إنديانابوليس موتور سبيدواي في 30 مايو 1925 وفاز في السباق بيتر ديباولو من فريق دوسنبرغ بمتوسط سرعة 101.127 ميل/س (162.748 كم/س).
وكان أول المنطلقين ليون دري بسرعة 113.196 ميل/س (182.171 كم/س).